# Ibne Aljauzi
Abderramão, Abederramão, Abderramane ou Abederramane ibne Ali ibne Maomé Abu Alfaraxe ibne Aljauzi (ʿAbd ar-Raḥmān b. ʿAlī b. Muḥammad Abu al-Farax b. al-Jauzī), muitas vezes referido como ibne Aljauzi (em árabe: ابن الجوزي; romaniz.: Ibn al-Jauzī; cerca de 1116 - 16 de junho de 1201).

## Vida
Ibne Aljauzi nasceu entre 507-12 H./1113-19 CE em uma "família bastante rica"  em Baguedade, que "descendia de Abacar.